# Technologia wielkopłytowa

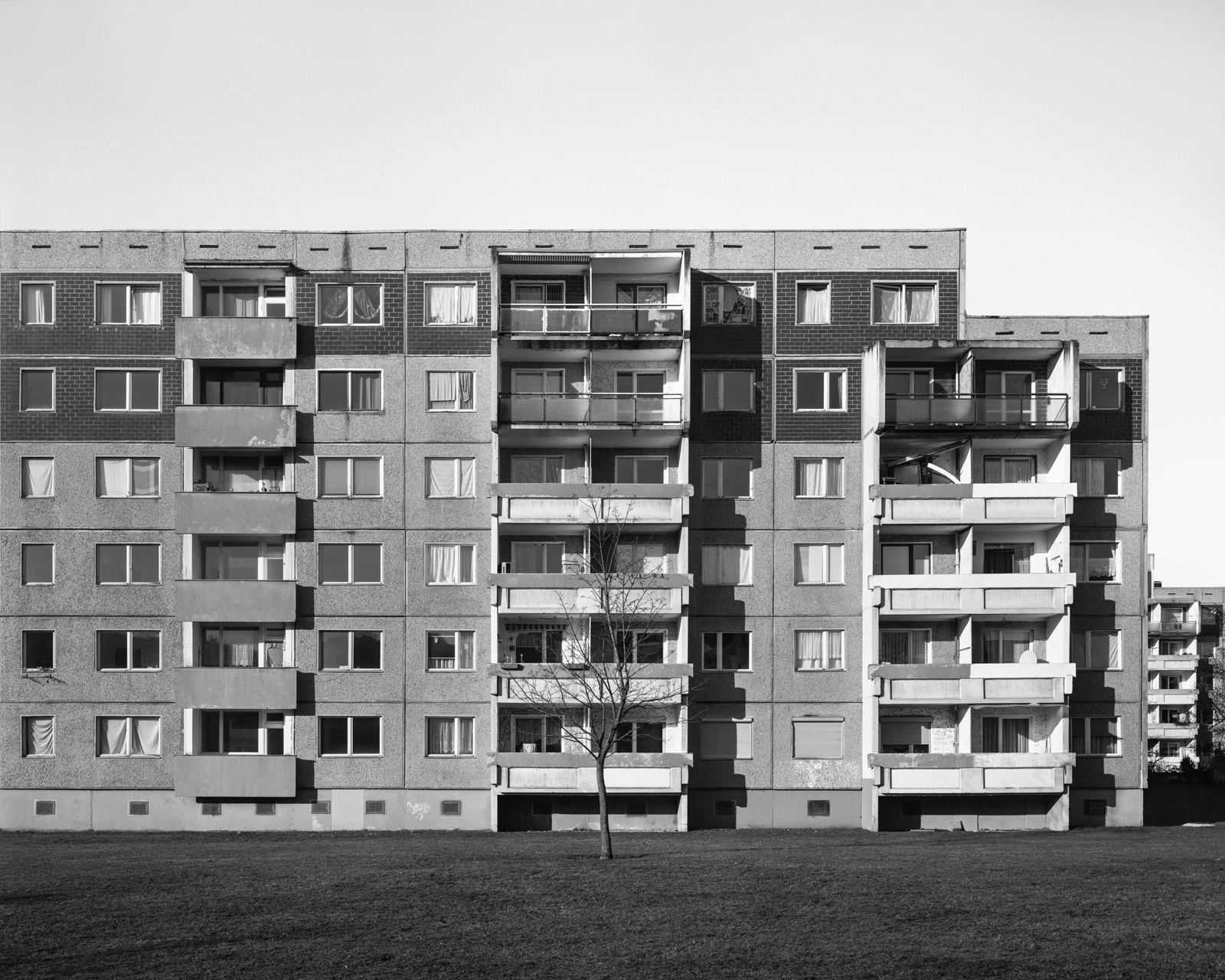
Budynek z wielkiej płyty typu Wohnungsbauserie 1970 w Halle w dzielnicy Silberhöhe

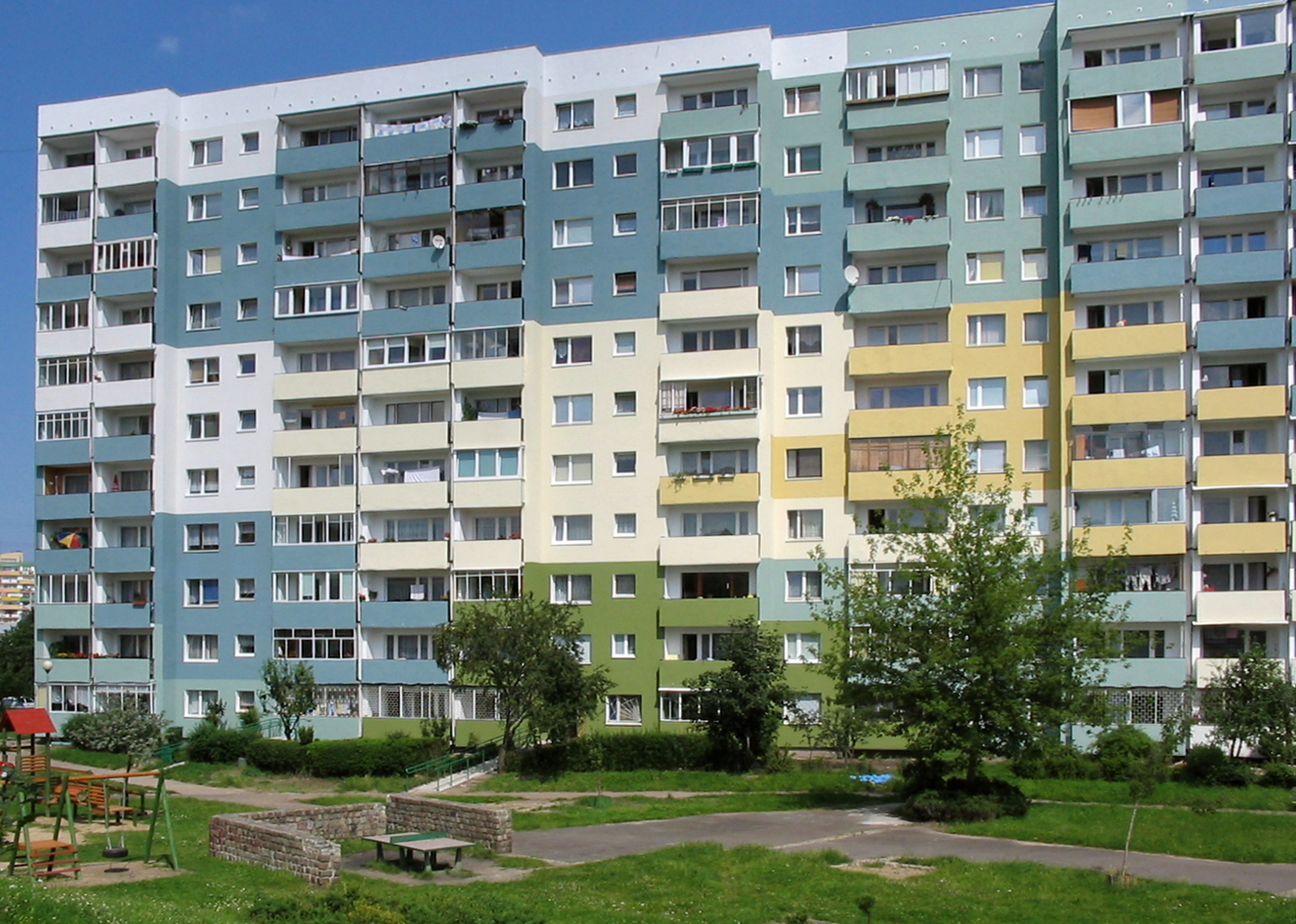
Blok w Gdańsku wybudowany w systemie wielkoblokowym „Ż”, często mylonym z wielką płytą

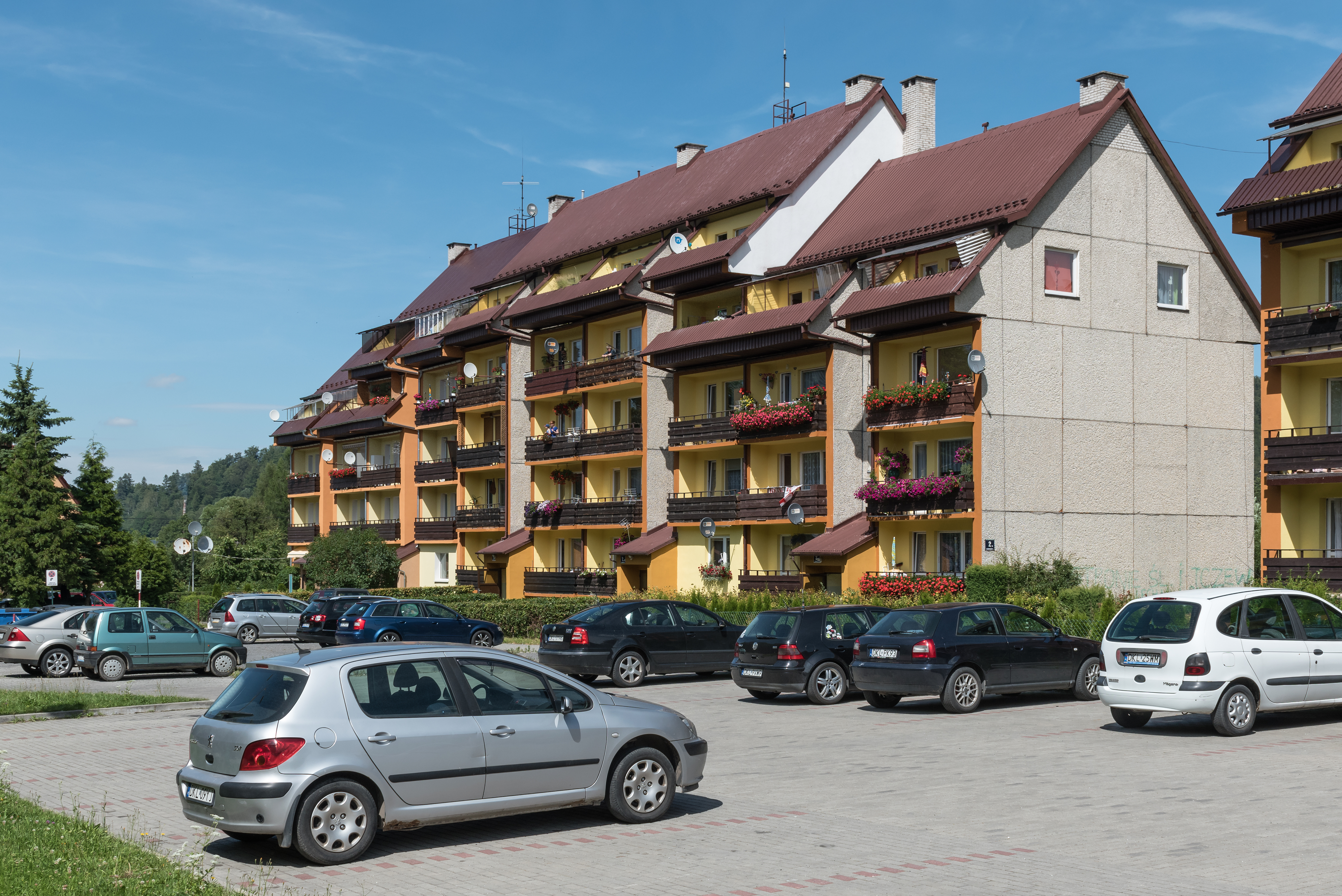
Budynek w Stroniu Śląskim

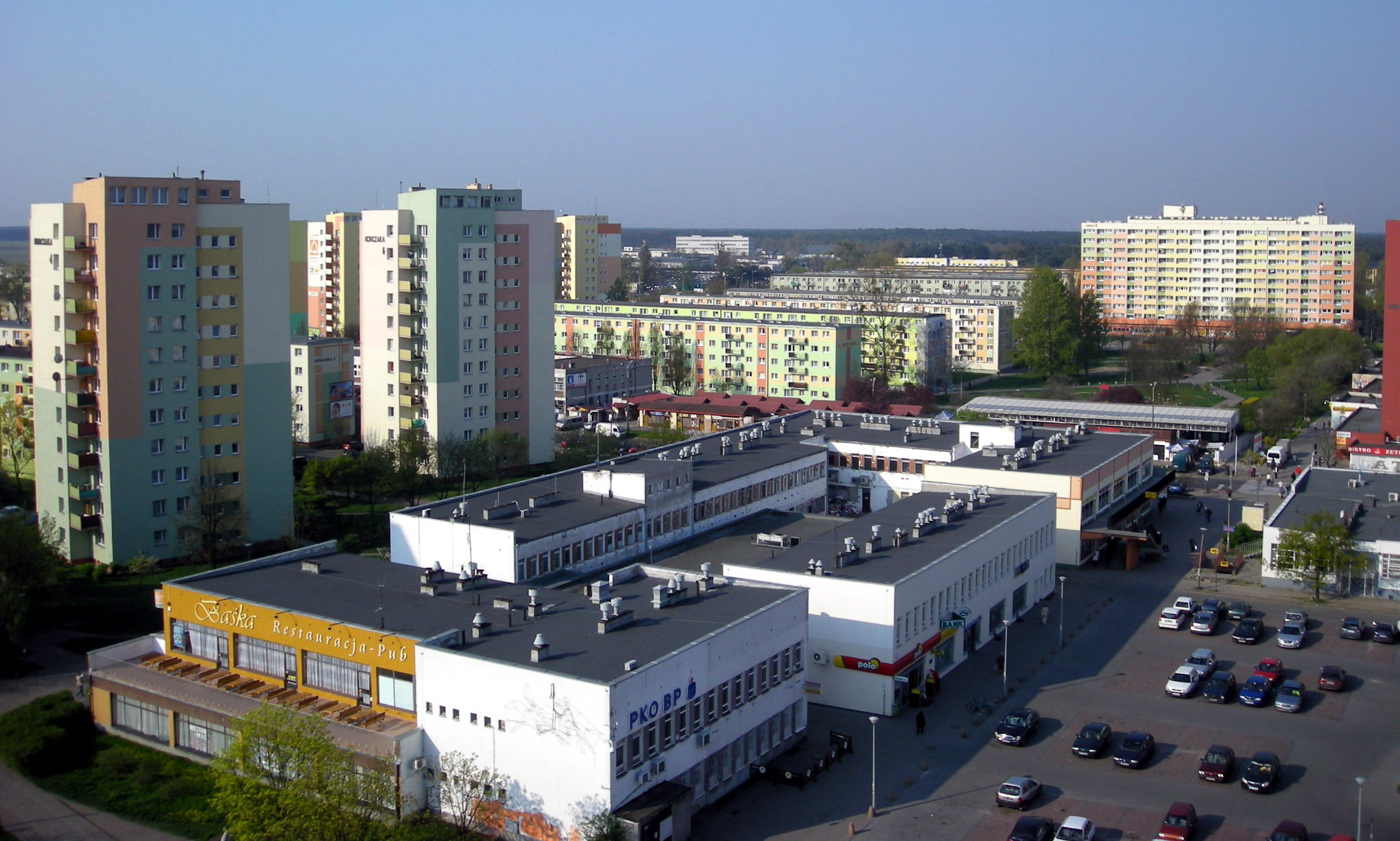
Osiedle bloków z wielkiej płyty wzniesione według koncepcji architektoniczno-urbanistycznej z 1957 (Osiedle Błonie w Bydgoszczy)

Technologia wielkopłytowa, także: wielka płyta – sposób wznoszenia budynków, polegający na montowaniu ich na miejscu budowy z wielkowymiarowych prefabrykowanych elementów betonowych lub żelbetowych.

## Charakterystyka

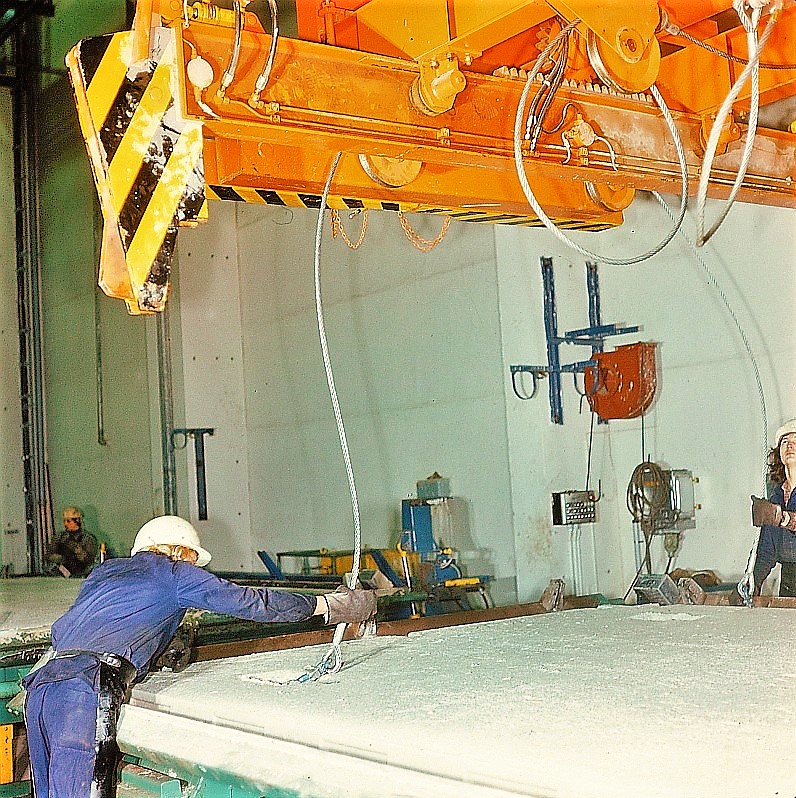
Produkcja

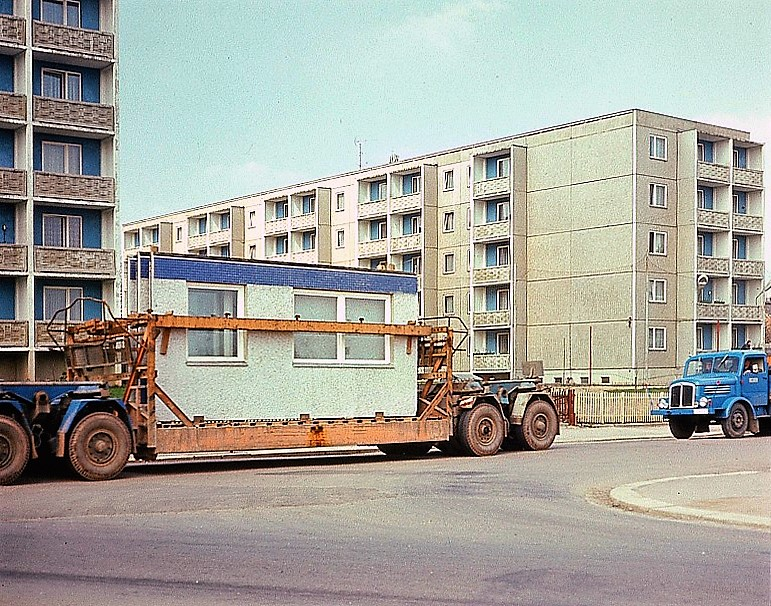
Przewóz

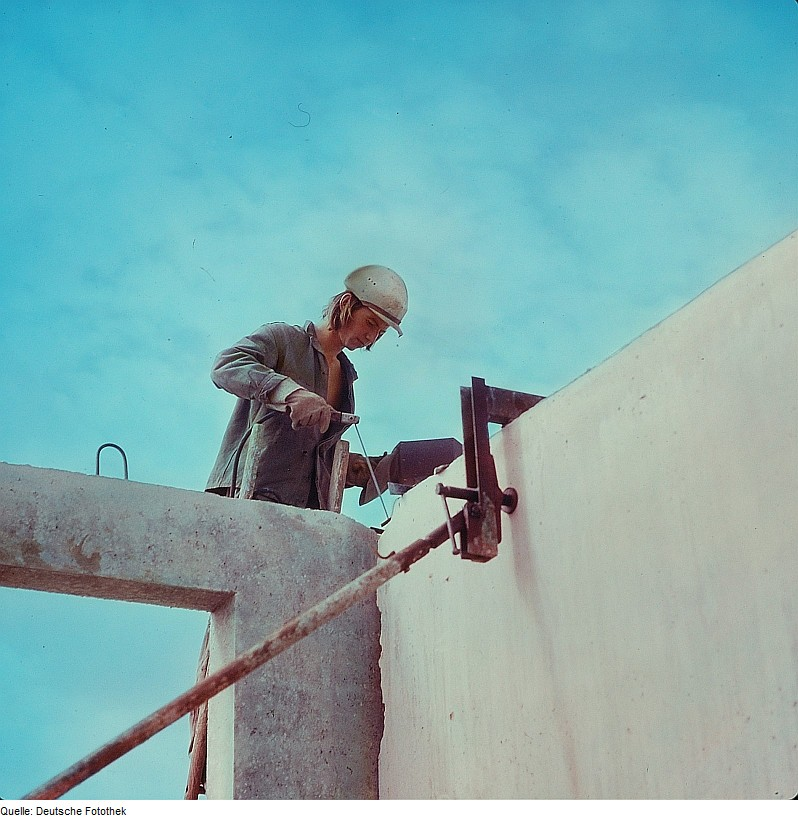
Montaż

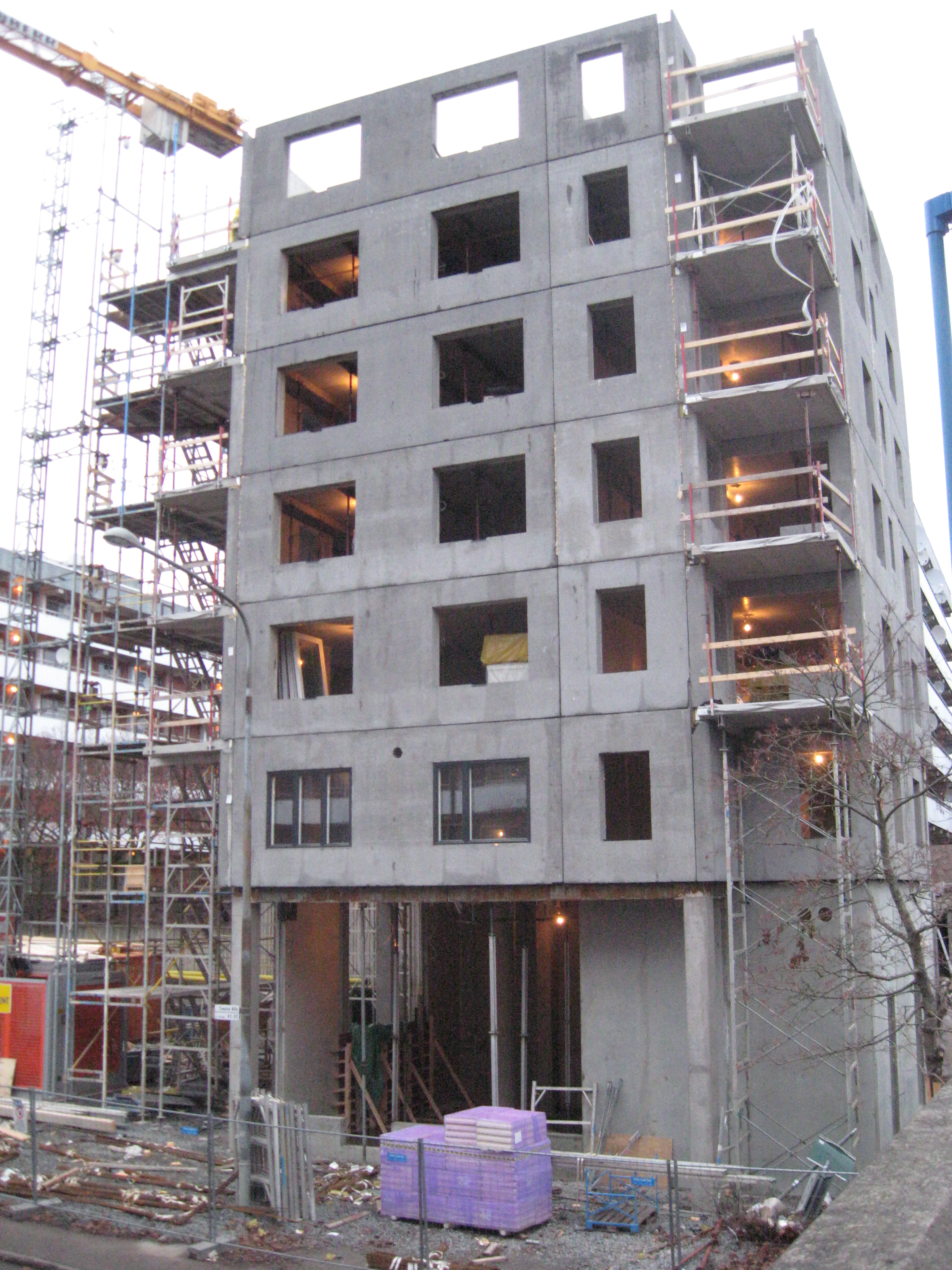
Budowa budynku z wielkiej płyty (2009)

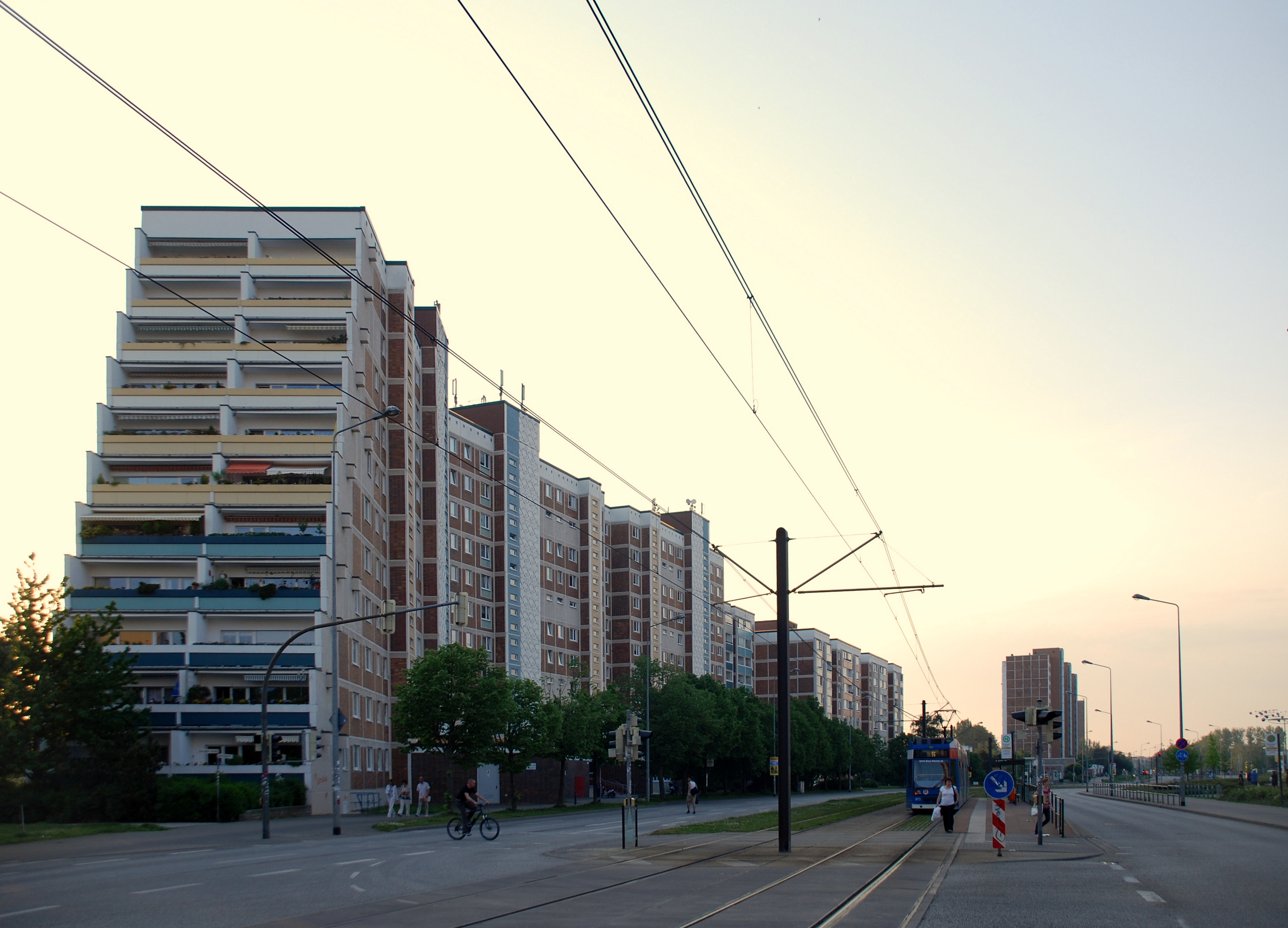
Tarasowce w Rostocku jako rzadki przykład alternatywnej technologii wielkopłytowej (1977)

Forma budynków wielkopłytowych oparta była na założeniach modernizmu: elewacje z surowego betonu, bez tynków lub z prefabrykowanymi okładzinami, np. mozaikowymi. Konstrukcje oparte na prefabrykowanych elementach betonowych z umocnieniami i mocowaniami z prętów stalowych (żelbet), kotwienia płyt spawane, a łączniki i podwieszenia były wykonane ze stali nierdzewnej. Systemy wielkopłytowe zawierały usystematyzowane elementy stropowe (pełne lub kanałowe) oraz ściany nośne, usztywniające, działowe i elewacyjne, ponadto gotowe biegi schodów, szyby windowe i instalacyjne, a niekiedy pełne bloki sanitarne.
Typizacja obejmowała nie tylko wymiary elementów i rozwiązania gotowych układów funkcjonalnych. Objęto nią rozwiązania prowadzonych w budynkach sieci instalacyjnych, sposoby połączeń poszczególnych płyt oraz uszczelnień złączy. Prace projektowe obejmowały przede wszystkim rozwiązania funkcjonalne całych zespołów urbanistycznych i ich poszczególnych jednostek. Każdorazowo prowadzone były też obliczenia konstrukcyjne, dostosowujące przyjęte rozwiązania do warunków lokalnych.
Według szacunku w roku 2013 w Polsce w budynkach z wielkiej płyty mieszkało 12 mln osób. Rewitalizacja tych budynków w ocenie Izby Inżynierów Budownictwa kosztowałaby 200 mld zł.

## Wielka płyta w Europie Zachodniej
Po raz pierwszy wielką płytę zastosowano w Holandii podczas budowy osiedla Betondorp na przedmieściach Amsterdamu w latach 1923–1925, a nieco później w dwukondygnacyjnych budynkach na osiedlu Splanemanna w Berlinie-Lichtenbergu w 1923 r. Studia na temat elementów całościennych prowadził w latach 20. Walter Gropius. Znaczny wpływ na rozwój wielkiej płyty miały również propagowane przez francuskiego architekta Le Corbusiera idee „domu jako maszyny do mieszkania” – jednostki mieszkaniowej, czyli bloku mieszkalnego (fr. Unité d’habitation, realizacja w Marsylii w 1952 r.) z loggiami jako wiszącymi ogrodami we wszystkich pokojach mieszkalnych oraz z publicznym ogrodem na dachu płaskim, kierującej się proporcjami wyznaczonymi przez stojącą postać ludzką (183 cm) i tę samą postać z podniesioną ręką (226 cm). Wszystkie wymiary mieszkania i domu zwane systemem „Modulor” były wypadkową tych wartości, jednakże uznano je za kontrowersyjne i zostały skorygowane już w trzecim bloku mieszkalnym tego architekta, w Berlinie, gdzie zwiększono te wymiary.
Pierwsze większe konstrukcje z betonowej wielkiej płyty powstały w końcu lat 30. we Francji (w 1934 roku powstało osiedle bloków mieszkalnych z prefabrykatów żelbetowych w Drancy), Szwecji i Finlandii, stały się ponadto dość powszechne w Niemczech. Już w połowie lat 70. ostatecznie zrezygnowano w Europie Zachodniej z technologii wielkopłytowej, głównie ze względu na narastające koszty transportu ciężkiego.

## Wielka płyta w Polsce

### Początki
Od lat 60. do początku lat 90. wielka płyta była bardzo rozpowszechniona w polskim budownictwie mieszkaniowym. Okres największego rozwoju budownictwa mieszkaniowego, bazującego na technologii wielkopłytowej, przypada na lata 70. Był to okres planowania i budowy nowych, dużych osiedli mieszkaniowych. Właśnie na nich stawiano bloki mieszkalne z wielkiej płyty. Montaż budynków z gotowych prefabrykatów na placach budów przebiegał w dość szybkim tempie. Jednak przed oddaniem mieszkań do użytku następowała nieco wolniejsza faza prac wykończeniowych, dodatkowo spowolnionych przez nieterminowe dostawy potrzebnych materiałów.
Technologia budownictwa mieszkaniowego oparta na wielkiej płycie nie była tania. Produkcja elementów w wytwórniach była energochłonna, ponieważ większość z nich „naparzano”, czyli przyspieszano procesy wiązania i twardnienia betonu w formach przez poddawanie ich działaniu podwyższonej temperatury. Gotowe elementy były ciężkie i wymagały dostarczania ich na plac budowy drogimi środkami transportu (kontenery na przyczepach tzw. niskopodwoziowych o ładowności 30 ton), przy użyciu samochodów dostosowanych do transportu ciężkich i wielkogabarytowych elementów (ciągnik balastowy). W celu ułatwienia transportu zazwyczaj budowano w obrębie powstających osiedli wytwórnie poligonowe. W ten sposób unikano przewozu przez najbardziej zatłoczone drogi. Załadunek, rozładunek i montaż wymagały użycia żurawia. Każda z tych operacji miała wpływ na koszt inwestycji.

### Problemy związane z wielką płytą
Charakterystycznym problemem dla budownictwa okresu PRL, który szczególnie dał o sobie znać przy produkcji prefabrykatów, była niska jakość wykonawstwa. Duży odsetek niespełniających norm wymiarowych, wybrakowanych elementów często utrudniał i dezorganizował prace przy montażu budynków. Część problemów pojawiała się w gotowych już obiektach, w związku z czym podejmowano doraźne działania naprawcze, takie jak dodatkowe kotwienie płyt czy łatanie pęknięć smolistymi uszczelniaczami.
Klasyczna wielka płyta była jednolicie płaska i niewielkie uszkodzenia brzegów powodowały trudne do uzupełnienia szczeliny. Późniejsze wersje płyt miały już profilowane krawędzie, a warstwa elewacyjna ścian zewnętrznych otrzymała zróżnicowaną fakturę.
Większość systemów wielkopłytowych używanych do budowy bloków w czasach PRL miała jedną wysokość pomieszczeń mieszkalnych równą 250 cm, a więc znacznie niższą niż w przedwojennych blokach mieszkalnych, kamienicach i w budownictwie domów jednorodzinnych. Często podawana w źródłach wysokość kondygnacji równa 280 cm jest wartością brutto, czyli z uwzględnieniem grubości prefabrykowanego stropu.
Pomimo wprowadzanych wielu udoskonaleń w miejscu połączenia płyt, ich złącza nadal były miejscem trudnym do uszczelnienia. Uszczelnianie impregnowanymi sznurami konopnymi nie spełniało wymogów termicznych. Dodatkowo, obowiązujące w tym okresie normatywy izolacyjności termicznej ścian były ponad trzykrotnie mniejsze niż wymagane dzisiaj. Budynki z wielkiej płyty zaczęto docieplać już od połowy lat 80., a tendencja ta nasiliła się w późniejszych latach w związku ze znacznym wzrostem kosztów ciepła dostarczanego do mieszkań. Na wielu osiedlach prowadzone są prace związane z poprawą właściwości izolacyjnych budynków – docieplane są zazwyczaj elewacje. Wiąże się to ze zmianą wyglądu budynków, spowodowaną warstwą ocieplenia, najczęściej styropianu o grubości kilkunastu centymetrów, oraz nowym tynkiem i kolorem. Wiele takich remontów budzi kontrowersje, ponieważ zatracone zostają pierwotna faktura tynku, tektonika elewacji, a nowe kolory i wzory bywają niespójne z modernistyczną architekturą (zjawisko to potocznie nazywane jest „pastelozą”).

Budynki mieszkalne wykonane z wielkiej płyty, które powstawały masowo w Polsce Ludowej, podlegały nieustannej krytyce zarówno społeczeństwa, jak również i środowiska architektonicznego konfrontującego się z normatywami mieszkaniowymi komunistycznego państwa skutecznie ograniczającego możliwości twórcze architektów. Typizacja w socjalistycznym budownictwie i zdominowanie wielu obszarów kraju monotonnym, oszczędnościowym budownictwem wielkopłytowym było postrzegane jako zjawisko negatywne i dystansujące architekturę Polski Ludowej od osiągnięć wysoko rozwiniętych krajów Zachodu. Polska architekt i profesor Helena Syrkusowa powiedziała w 1980 roku, że: 

Marzę o architekturze
rozwijającej, a nie niweczącej radość życia. O architekturze przyjaznej ludziom, nierozerwalnie związanej z krajobrazem. Stawiam na młodzież, która zdaje sobie sprawę, że istnieją różne możliwości, a nie tylko ta jedna – uniwersalna wielka płyta. Nie ma przecież idei obowiązujących wszystkich. Mój wielki nauczyciel, prof. Władysław Tatarkiewicz, zawsze dawał definicje alternatywne. I my, architekci musimy móc realizować wariantowe rozwiązania techniczne i przestrzenne.

Także w innych krajach świata dostrzegano problemy związane z blokami mieszkalnymi masowo wznoszonymi z wielkiej płyty, takimi jak typizacja niedostosowana do wysokich wymagań każdego człowieka oraz negatywna ingerencja budynków w krajobraz. Na skutek krytyki bloków mieszkalnych, w latach siedemdziesiątych w NRD zaczęto budować nowatorskie bloki mieszkalne z wielkiej płyty zwane tarasowcami (niem. Terrassenhochhaus), które charakteryzowały się zupełnie inną estetyką niż typowe bloki, znacznie lepszą jakością wykonania oraz większym metrażem mieszkań, a także po raz pierwszy pojawiły się duże tarasy z miejscem na bujną roślinność zamiast małych balkonów. Przykładowymi budynkami są tarasowce w Rostocku (1977), w Polsce zaś na osiedlu Dąbrowskiego w Rzeszowie, autorstwa Barbary Mamulskiej. Po raz pierwszy blok mieszkalny mógł sam wnosić ścianę zieleni, czyli bujną roślinność do otoczenia zamiast tylko ścian z betonu. W innych państwach, takich jak ZSRR, Czechosłowacja i PRL prawie nie budowano tarasowców ze względu na koszty, co wpłynęło negatywnie na krajobraz tych państw oraz warunki życia ich mieszkańców.
Z drugiej zaś strony, berliński architekt David Chipperfield zasugerował, że surowy wygląd budynków z wielkiej płyty działa hamująco na gentryfikację, przyczyniając się do zachowania ciągłości społecznej wśród mieszkańców osiedli zbudowanych w tej technologii.

## Stosowane w Polsce systemy wielkiej płyty

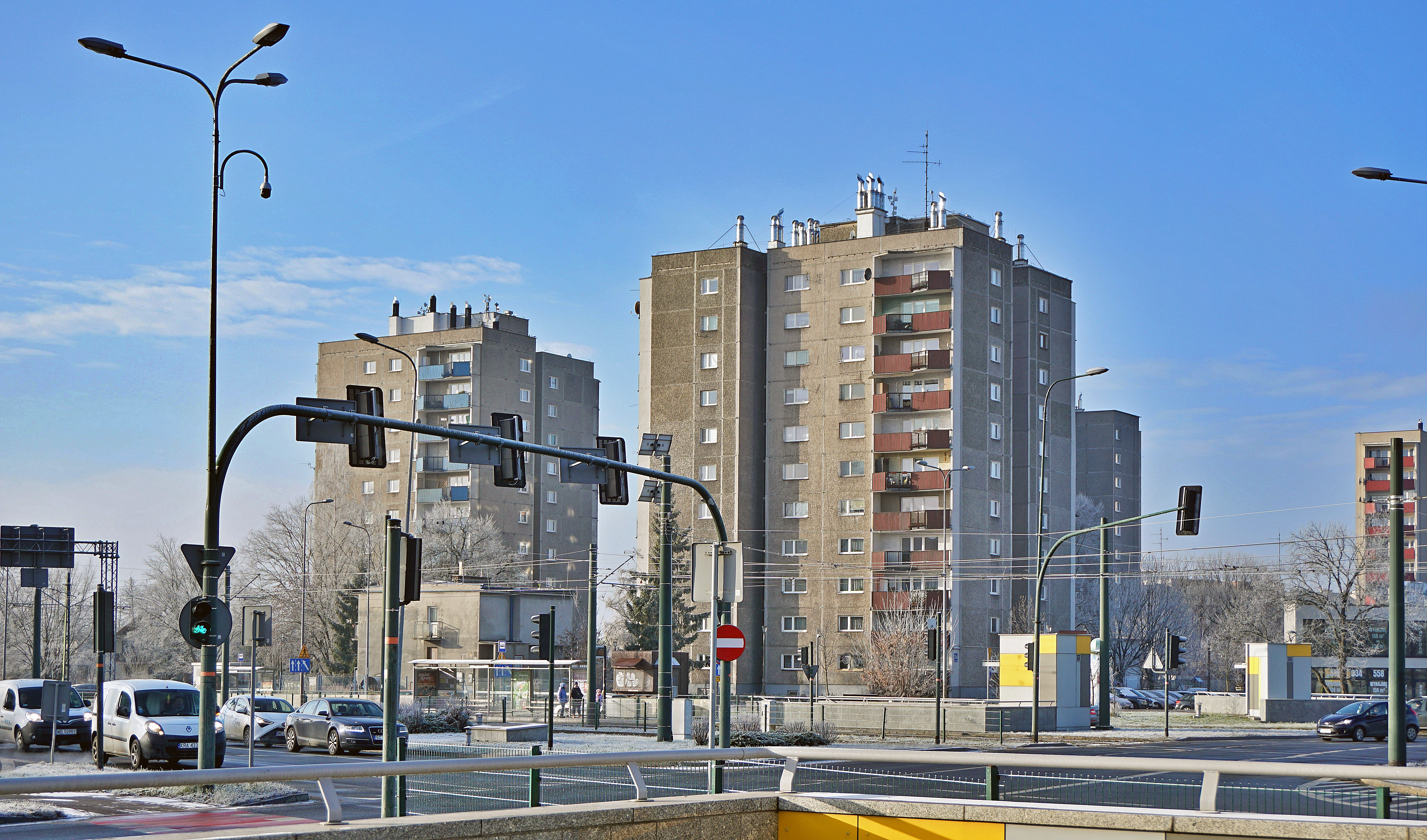
Bloki z wielkiej płyty na osiedlu Czyżyny w Krakowie

Na przełomie lat siedemdziesiątych i osiemdziesiątych w Polsce odnotowano wzrost liczby oddawanych mieszkań. Odbiło to się jednak na jakości realizowanych projektów. Po krótkim użytkowaniu budynków mieszkalnych, zauważyć można było fizyczne wady dotyczące m.in. przemarzania i przewiewania złączy pionowych i poziomych prefabrykatów wielkopłytowych. Efektem tego było powstawanie zawilgoceń i zagrzybień. W 1981 r. rząd wprowadził program, mający na celu likwidację wad budownictwa wielkopłytowego. Program skupiał się na zmniejszeniu energochłonności budynków. Realizowane były badania w naukowo-badawczych placówkach, takich jak Wydział Budownictwa na Politechnice Śląskiej czy nieistniejący już Instytut Technologii i Organizacji Budownictwa.
W Polsce istniało kilka systemów wielkiej płyty, wśród nich systemy zamknięte (tylko elementy wielkopłytowe składane w jeden sposób, typizacja ograniczała się do powtarzalnego rozwiązania typu budynku, jego segmentu lub nawet tylko mieszkania) i otwarte (możliwość tworzenia różnych konfiguracji w ograniczonej liczbie typów budynków składających się na dowolny zespół urbanistyczny). Stosowanie systemów zamkniętych często miało ograniczony zasięg terytorialny.
Z uwagi na wymogi typizacji każdy system zawierał ograniczoną liczbę różnych elementów produkowanych w tzw. typoszeregach. Im mniej ich było, tym bardziej zamykał się system, ograniczając możliwości ich wzajemnego zestawienia. Z drugiej strony ograniczenie ilości produkowanych zazwyczaj w odrębnych formach elementów miało wpływ na ekonomiczną efektywność systemu.

### Systemy zamknięte

#### PBU
System wielkopłytowego budownictwa mieszkaniowego stosowany przez Przedsiębiorstwa Budownictwa Uprzemysłowionego w odmianach: warszawskiej, krakowskiej i toruńskiej. Po raz pierwszy został zastosowany pod koniec lat 50. do budowy osiedla mieszkaniowego Jelonki. Elementy systemu pozwalały budować bloki mieszkalne o wysokości nieprzekraczającej jedenastu kondygnacji. Jedna z pierwszych wersji, PBU-59, oparta była na płytach do wykonywania ścian wewnętrznych gr. 14 cm i płytach stropowych gr. 9 cm. Ściany zewnętrzne wykonywano jako warstwowe z izolacją ze styropianu. W rozwiązaniu zastosowano krzyżowy układ ścian nośnych. Wariant PBU-63 zawierał rozwiązania projektowe budynków o poprzecznych ścianach nośnych. Zmieniono grubość płyt stropowych na 14 cm i zastosowano zewnętrzne ściany osłonowe gr. 24 cm wykonane z gazobetonu. System stał się podstawą do opracowania projektów osiedli mieszkaniowych w innych regionach kraju. W Poznaniu na nim oparto projekt budowy Osiedla Świerczewskiego (Osiedle ks. Jerzego Popiełuszki).

#### „Domino”
W odmianach krakowskiej i śląskiej. Podobnie jak PBU, należy do najstarszych systemów budownictwa wielkopłytowego stosowanych w Polsce. W kolejnych latach opracowanych zostało kilka jego wariantów. W wersji „Domino 63” zaprojektowano budynki mieszkalne w układzie trzytraktowym o mieszanym układzie konstrukcyjnym. W trakcie pierwszym zastosowano płyty stropowe podparte na czterech krawędziach (nośne są ściany podłużne i poprzeczne). W trakcie środkowym strop opiera się tylko na ścianach podłużnych, a w trakcie trzecim tylko na ścianach poprzecznych. Płyty stropowe i ścian wewnętrznych produkowano o gr. 10 cm. Do wykonania ścian zewnętrznych zastosowano elementy wielkoblokowe.

#### ŁSM – Łódzka Sekcja Mieszkaniowa („Dąbrowa”)
System opracowany i zastosowany na terenie Łodzi. Przewidziano w nim budowę bloków 5- i 11-kondygnacyjnych w układzie poprzecznym, z zastosowaniem rozstawów 240, 300, 360 i 400 cm. Głębokość traktu – 510 cm. Do budowy domów wykorzystywano płyty żelbetowe gr. 14 cm (stropy i ściany wewnętrzne) oraz gr. 24 cm z betonu komórkowego – ściany zewnętrzne. Elementy prefabrykowane potrzebne do budowy domów produkowano w wytwórniach poligonowych (m.in. w nieistniejącej już fabryce domów przy ul. Dąbrowskiego, na osiedlu Dąbrowa). W tej technologii budowano zarówno wielkie osiedla (np. Dąbrowa, Zarzew, Teofilów, Karolew), jak i niewielkie zespoły mieszkaniowe stanowiące uzupełnienie istniejącej już zabudowy (np. okolice ul. Lutomierskiej).

#### T/FT/MG (Systemy wielkopłytowe na licencji NRD)

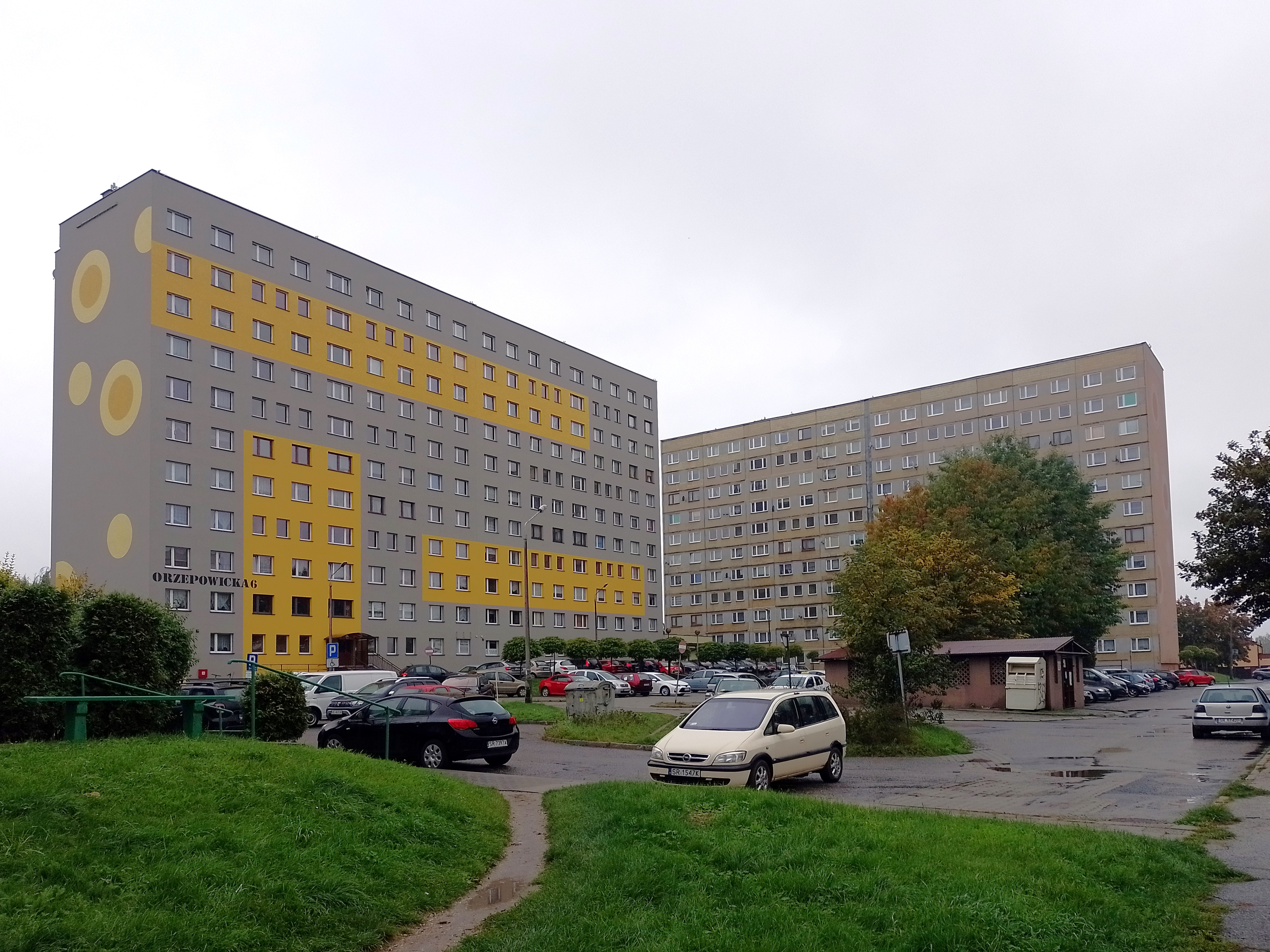
Budynki w systemie T/FT/MG na osiedlu Maroko-Nowiny w Rybniku.

T/FT/MG stanowiły grupę konstrukcji wielkopłytowych dla Górnego Śląska. Technologia, wraz z linią produkcyjną zakupione zostały pod koniec lat 60 w NRD, na licencji popularnego w tamtym kraju systemu IW-66/P2. Pierwszy doświadczalny obiekt w systemie P2 zrealizowano w 1961 r. w Berlinie Lichtenbergu. Pierwsza w Polsce fabryka domów „FADOM” uruchomiona została w 1969 r. w Bziu Zameckim, natomiast kolejna w 1970 r. w Żorach. W Żorach znajdowała się także szkoła, która przygotowywała m.in. przyszłych pracowników „FADOMU”. System pozwalał na realizację budynków mieszkalnych 5- i 11-kondygnacyjnych, w konstrukcyjnym układzie poprzecznym, natomiast wersja NRD-owska pozwalała także na realizację budynków 7 i 10-kondygnacyjnych. W systemie zastosowano rozstaw ścian o szerokości 240, 360, 420 i 600 cm dla mieszkań oraz 480 cm dla klatek schodowych. Głębokość pojedynczego traktu wyniosła 480 cm. Zastosowano płyty stropowe jednokierunkowo zbrojone o gr. 14 cm (płyty o rozpiętości 600 cm dodatkowo sprężano). Płyty ścian wewnętrznych gr. 15 cm a ścian zewnętrznych 29 cm jako warstwowe z ociepleniem z wełny mineralnej. Szczytowe ściany nośne posiadały zazwyczaj charakterystyczną fakturę, natomiast ściany osłonowe pokryte były szarą lub kolorową płytką ceramiczną. Charakterystyką tego systemu jest układ mieszkań skupionych wokół wewnętrznej, niemal kwadratowej klatki schodowej. Tworzy ona powtarzalny segment w przypadku budynków 5-kondygnacyjnych. W budynkach 11-kondygnacyjnych segment z centralną klatką schodową występuje naprzemiennie z segmentem wyposażonym w pion z dźwigiem osobowym, umożliwiającym dostanie się do pięter łączących wszystkie segmenty. Poziomy komunikacyjne znajdują się na parterze, 1, 3, 6 i 9 piętrze. Budynki posiadają mieszkania 1-4 pokojowe, wyposażone w zabudowane aneksy kuchenne oraz wyposażone w armaturę komórki sanitarne (łazienki). Budynki w systemie T/FT/MG zrealizowano m.in. w Jastrzębiu-Zdroju, Żorach, Katowicach, Rudzie Śląskiej, Cieszynie, Raciborzu czy Bieruniu.

#### WUF-T
Warszawska Uniwersalna Forma – Typowa; system opracowany przez Biuro Projektów Typowych i Studiów Budownictwa Miejskiego w Warszawie w 1967 r. W Warszawie stosowany na osiedlach Służewiec, Wrzeciono i Wawrzyszew. Adaptowany do potrzeb innych województw, np. w Wielkopolsce stosowany w latach siedemdziesiątych przy realizacji budynków mieszkalnych 5- i 11-kondygnacyjnych w układzie klatkowym w systemach WUF-T/67 i WUF-T/72. Dla rozwiązania WUF-T/67 przewidziano po dwa mieszkania na każdej kondygnacji, w rozwiązaniu późniejszym WUF-T/72 (rozwiązanie z 1972 r.) po trzy mieszkania. Zaadaptowany system posiadał także uzupełnienie w postaci opracowanego rozwiązania WUF-T/72-koryt., który pozwalał na budowę budynków jedenastokondygnacyjnych w układzie korytarzowym. W 1974 r., po wprowadzeniu nowych normatywów mieszkaniowych (zwiększono wielkość typowych mieszkań) został opracowany kolejny wariant systemu WUF-T oznaczony symbolem WUF-75, przeznaczony nadal do budowy bloków 5- i 11-kondygnacyjnych.
System oparto na siatce modularnej (n × 150 cm) × 480 cm. Zaprojektowano trakty o głębokości 480 cm a przyjęte rozstawy ścian poprzecznych wynosiły: 300, 450, 600, 750 i wyjątkowo 900 cm. Stosowane w systemie płyty miały gr. 14 cm (dla ścian wewnętrznych i stropów) oraz 25 cm – dla ścian zewnętrznych. Te ostatnie miały budowę warstwową: żelbet – 14 cm, ocieplenie – styropian – 5 cm i warstwa zewnętrzna z betonu – 6 cm. Wysokość kondygnacji mieszkalnych – 270 cm. Płyty stropowe były zbrojone krzyżowo z możliwością podparcia ich na dwóch, trzech lub czterech krawędziach. Płyty produkowano w wytwórniach poligonowych (na otwartym terenie) albo w stacjonarnych zakładach prefabrykacji.

#### OW-T

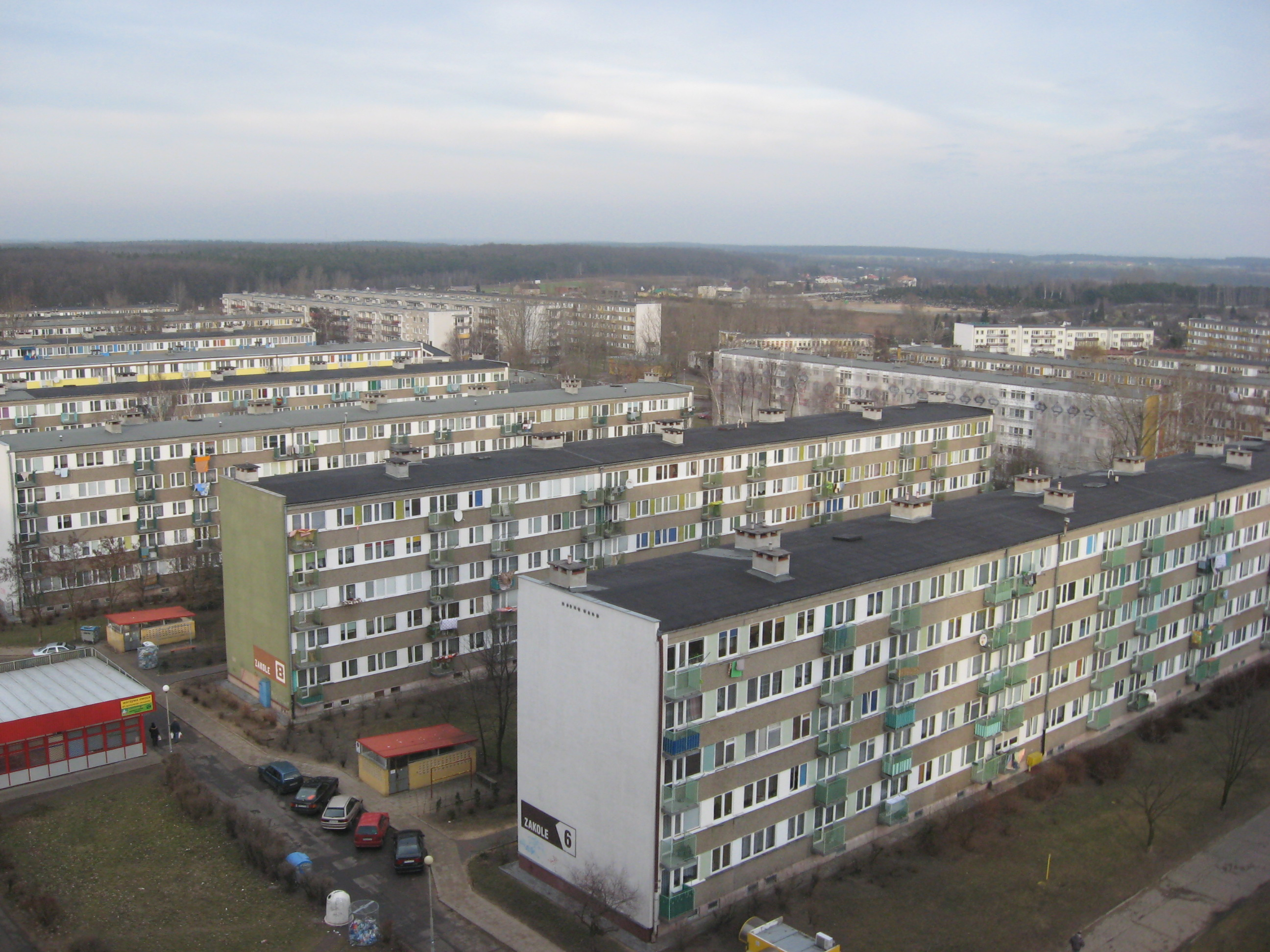
Budynki w systemie OW-T na osiedlu V w Koninie

Oszczędnościowy Wielkopłytowy – Typowy; system został opracowany w 1962 r. przez Biuro Projektów Typowych i Studiów Budownictwa Miejskiego w Warszawie na bazie OW-1700. W Warszawie budowano w tym systemie bloki na osiedlu Niedźwiadek. Na terenie Wielkopolski zastosowano jego regionalną odmianę dla budowy osiedli mieszkaniowych w Koninie. Umożliwiał budowę budynków mieszkalnych 5- i 11-kondygnacyjnych w układach klatkowych oraz 11-kondygnacyjnych w układach korytarzowych. W 1975 opracowano rozwiązanie oznaczone symbolem OWT-75 zwiększając nie tylko metraż typowych mieszkań, ale podniesiono wysokość kondygnacji z 270 do 280 cm. System OW-T oparto na siatce o wymiarach 540 × 480 cm (jako jednostka podstawowa) z uzupełnieniem 540 × 540 cm dla powierzchni mieszkalnych, i 270 × 480 dla traktów komunikacyjnych w budynkach 5-kondygnacyjnych (piony komunikacyjne w budynkach 11-kondygnacyjnych miały siatkę 480 × 540 cm). Po wprowadzeniu modyfikacji systemu w 1975 r. przyjęto siatkę modularną 120 × 120 cm z zastosowaniem głębokości traktu mieszkaniowego – 480 cm, szerokości w typoszeregu: 240, 360, 480, 600 cm (gdzie szerokość 240 cm została przyjęta jako uzupełniająca).
Rozwiązanie materiałowe systemu: ściany wewnętrzne i stropy – płyty żelbetowe gr. 14 cm, ściany zewnętrzne trójwarstwowe gr. 16 cm (ściany podłużne) lub 24 cm (ściany szczytowe) z warstwą izolacyjną ze styropianu gr. 5 cm (różnica gr. wynikała z innej gr. warstwy nośnej z żelbetu – odpowiednio 6 lub 14 cm). Dla WT-75 zwiększono gr. stropów do 16 cm, ścian wewnętrznych do 15 cm a zewnętrznych podłużnych do 19 cm. Płyty stopowe były krzyżowo-zbrojone, przewidziano dla nich podparcie na trzech krawędziach.

#### WWP – „Wrocławska Wielka Płyta”

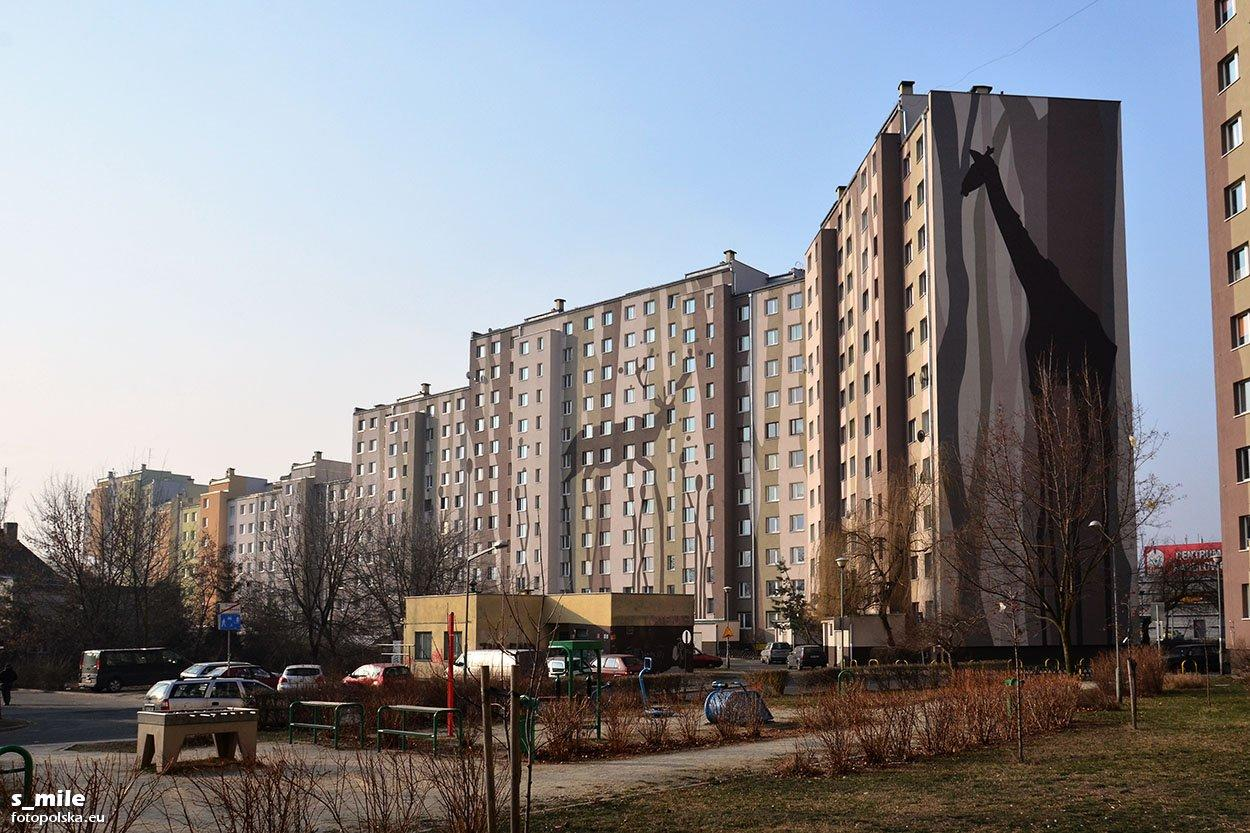
Budynki w technologii WWP na osiedlu Gaj we Wrocławiu

WWP – Wrocławska Wielka Płyta – system budownictwa wielkopłytowego w typizacji zamkniętej. Opracowany został do budowy osiedli mieszkaniowych i budynków mieszkalnych w woj. wrocławskim (ob. Dolnośląskie) przez Miastoprojekt Wrocław w drugiej połowie lat 60. Pierwsze budynki w systemie WWP zaczęto wznosić w 1969 r. na osiedlach Dorota-Barbara we Wrocławiu, natomiast od 1970 r. uruchomiono linię produkcyjną w zakładach prefabrykacji we Wrocławiu: Południe, następnie w wytwórniach poligonowych we Wrocławiu (Popowice), Lubinie, Jeleniej Górze, Oławie oraz Wałbrzychu. W ramach systemu WWP realizowano budynki w układzie konstrukcyjnym poprzecznym. Maksymalna liczba kondygnacji wynosiła 11, natomiast zazwyczaj realizowano budynki 5 i 11 kondygnacyjne. W systemie zastosowano 3 główne typy modułów, na podstawie których opracowano zestawy mieszkań oraz ich późniejsze modyfikacje. Moduły oparte były na siatce o wymiarach: 1) 5,4 × 2,7 m; 2) 4,8 × 2,8 m; 3) 2,4 × 5,4 m. WWP obejmował elementy prefabrykowane płyt ścian wewnętrznych (o grubości 14 cm), płyty ścian szczytowych (trójwarstwowe o grubości 21 cm) oraz osłonowych (w dwóch wersjach: podparapetowych i na wysokość kondygnacji – trójwarstwowych o grubości 16 cm) i stropów (o grubości 14 cm). Katalog zawierał także gotowe elementy o złożonej formie, w tym zawierające jednocześnie wyposażenie i urządzenia instalacyjne (kabiny sanitarne, piony wentylacyjne, piony szybu dźwigów osobowych itp.). System obejmował gotowe zestawy mieszkań od M1 do M6, a także gotowe i typowe segmenty, możliwe do złożenia w poszczególne układy budynków. Zasadniczo WWP umożliwiał budowę obiektów 5-kondygnacyjnych w układzie klatkowym i punktowym oraz 11-kondygnacyjnych w układzie klatkowym, punktowym i korytarzowym, w zabudowie pasmowo-łańcuchowej. Dzięki zastosowaniu łącznika między segmentami możliwa była realizacja obiektów w układach meandrowych. W ramach WWP powstały osiedla, m.in.: Popowice, Kozanów, Gaj, Różanka, Muchobór Mały we Wrocławiu, a także Przylesie w Lubinie, os. Mikołaja Kopernika w Legnicy, Podzamcze w Wałbrzychu czy Zabobrze w Jeleniej Górze.

#### „Rataje”

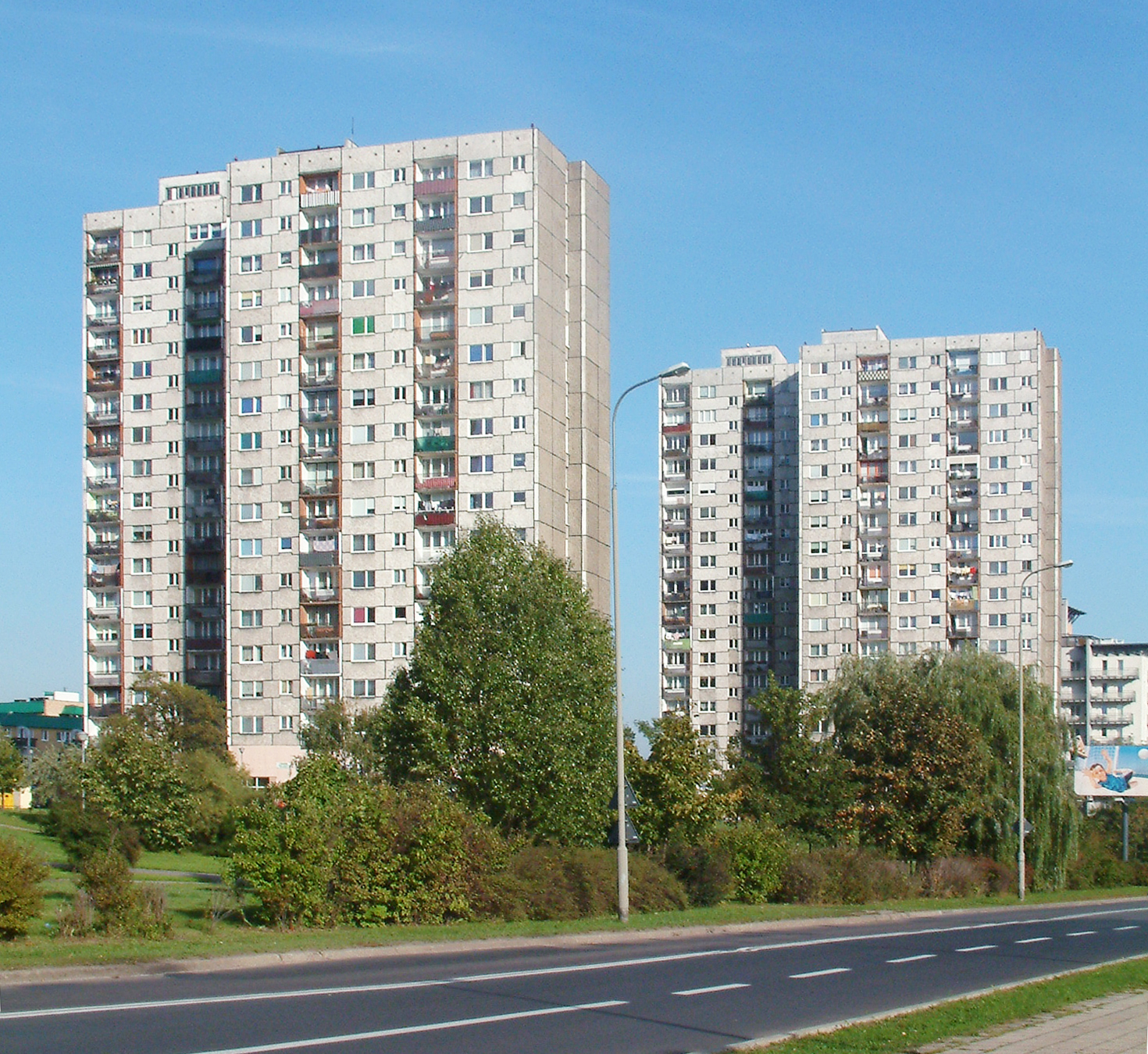
Wielka Płyta Ratajska – Osiedle Rusa, Poznań

Inaczej: wielka płyta ratajska; system stosowany w Poznaniu dla budowy osiedla Rataje (w dzielnicy Nowe Miasto). System został opracowany w 1962 r. przez Biuro Projektowo-Badawcze Budownictwa Ogólnego „Miastoprojekt”. Pierwsze bloki mieszkalne w oparciu o to rozwiązanie zostały zbudowane w 1966 r. W ramach systemu stosowano płyty betonowe gr. 14,0 cm jako płyty stropowe i ściany wewnętrzne oraz płyty osłonowe z keramzytobetonu o gr. 30 cm dla budowy ścian zewnętrznych. Wysokość kondygnacji mieszkalnych – 280 cm. Rozwiązanie typowe ograniczono do budynków 5-, 11- i 16-kondygnacyjnych.
W ramach układu urbanistycznego opracowano rozwiązania dla Tarasu Dolnego: 7 typów budynków 5-kondygnacyjnych w układach klatkowych i korytarzowych, oznaczono je symbolami R1, R2, R5, R6, R7, R8 i R9. Budynek R3 był budynkiem usługowo-mieszkaniowym, 11-kondygnacyjnym (dziesięć kondygnacji mieszkalnych i jedna usługowo-handlowa) oraz budynek R4 – 16-kondygnacyjny. Taras Górny to zabudowa blokami mieszkalnymi o wysokościach jak dla Tarasu Dolnego. Tu stypizowano nie całe bloki 5- i 11-kondygnacyjne, lecz ich segmenty, które można było zestawiać z przesunięciem. Segmenty oznaczono symbolami S1, S2 i S3 dla budynków 5-kondygnacyjnych i S4 dla budynków 11-kondygnacyjnych. W oparciu o ten system zrealizowano także 11-kondygnacyjne domy studenckie zlokalizowane przy ul. Serafitek. W rozwiązaniach zastosowano mieszany układ ścian konstrukcyjnych (ściany nośne podłużne i poprzeczne) oraz płyty stropowe krzyżowo-zbrojone podparte na trzech krawędziach. Podstawową jednostką w systemie była siatka o wymiarach 510 × 510 cm.
Dla Tarasu Dolnego przewidziano trakty mieszkalne 510 × 510 , 300 × 510 cm oraz trakty komunikacyjne 255 × 510 ,oraz dodatkowo: dla budynków 5-kondygnacyjnych – 300 × 510 cm, dla budynków 11-kondygnacyjnych – 510 × 510 cm. Dla Tarasu Górnego w I etapie realizacji zaprojektowano trakty mieszkaniowe 382,5 × 510 i 510 × 510 cm oraz dodatkowo, dla budynków 5-kondygnacyjnych – 255 × 510 cm; trakty komunikacyjne – 255 × 510 (budynki 5-kondygnacyjne) i w budynkach 11-kondygnacyjnych trakty korytarzowe – 180 × 510 cm, 255 × 510 cm – dla klatek schodowych oraz 427,5 × 510 cm dla szybów windowych. W II etapie realizacji Tarasu Górnego wymiary oparto na module n × 60 cm w typoszeregu: 240, 360, 480 i 540 cm.

#### „Winogrady”

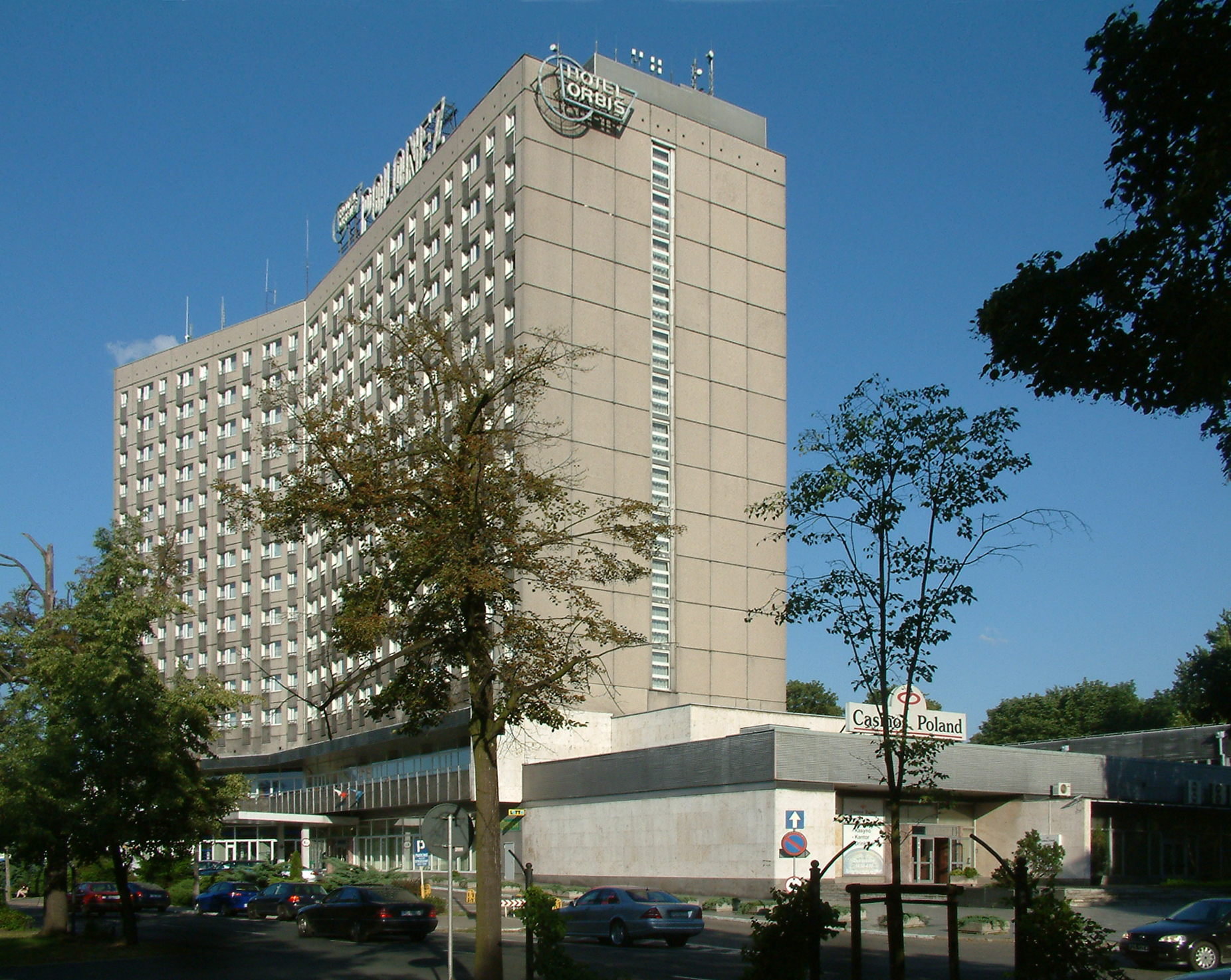
Hotel Polonez w Poznaniu

Inaczej: Wielka Płyta Winogradzka; system stosowany w Poznaniu dla budowy położonego na terenie dzielnicy Stare Miasto osiedla Winogrady, dokumentacja została opracowana przez Zakład Projektowania i Usług Inwestycyjnych CZSBM „Inwestprojekt” w Poznaniu (biuro projektów podlegające pod Centralny Związek Spółdzielczości Budownictwa Mieszkaniowego w Warszawie). Realizację osiedla mieszkaniowego rozpoczęto w 1968.
W ramach systemu przewidziano budowę budynków 5- i 13-kondygnacyjnych. Budynki 5-kondygnacyjne zostały rozwiązane w układzie klatkowym. Zaprojektowano segmenty złożone z 3 lub 4 klatek schodowych, które można było ze sobą dowolnie łączyć. Poszczególne segmenty różniły się typami umieszczonych w nich mieszkań (zaprojektowano segmenty, w których znajdowało się 40 mieszkań M4, po 15 mieszkań typu M2, M3, M5 oraz M6) oraz jako uzupełnienie segmenty z przejazdami w poziomie terenu i segmenty umieszczane w miejscu załamań linii elewacji bloku mieszkalnego. Budynki wysokie rozwiązano w układzie korytarzowym. Podstawowa siatka systemu miała wymiar 540 × 540 cm. W budynkach 5-kondygnacyjnych zastosowano uzupełniający trakt 540 × 420 cm. Klatki schodowe oparto na siatce 540 × 240 cm, a trakt korytarzowy budynków 13-kondygnacyjnych oparto na siatce 540 × 180 cm. W systemie przewidziano wysokość kondygnacji mieszkalnej 270 cm. W budynkach zastosowano mieszany układ ścian konstrukcyjnych z płytami krzyżowo-zbrojonymi, podpartymi na trzech krawędziach. Płyty ścian wewnętrznych i stropów produkowano w gr. 14 cm. Ściany zewnętrzne gr. 35 cm produkowano z keramzytobetonu. W kolejnych latach zostały opracowane dodatkowe segmenty budynków 5-kondygnacyjnych, rozwiązanie dla budynku 16-kondygnacyjnego. System zastosowano także do budowy obiektów hotelowych (hotel Polonez, hotel Poznań – obecnie Novotel), oraz kilkunastu bloków mieszkalnych poza Poznaniem (np. w Żydowie).

#### „Szczeciński”

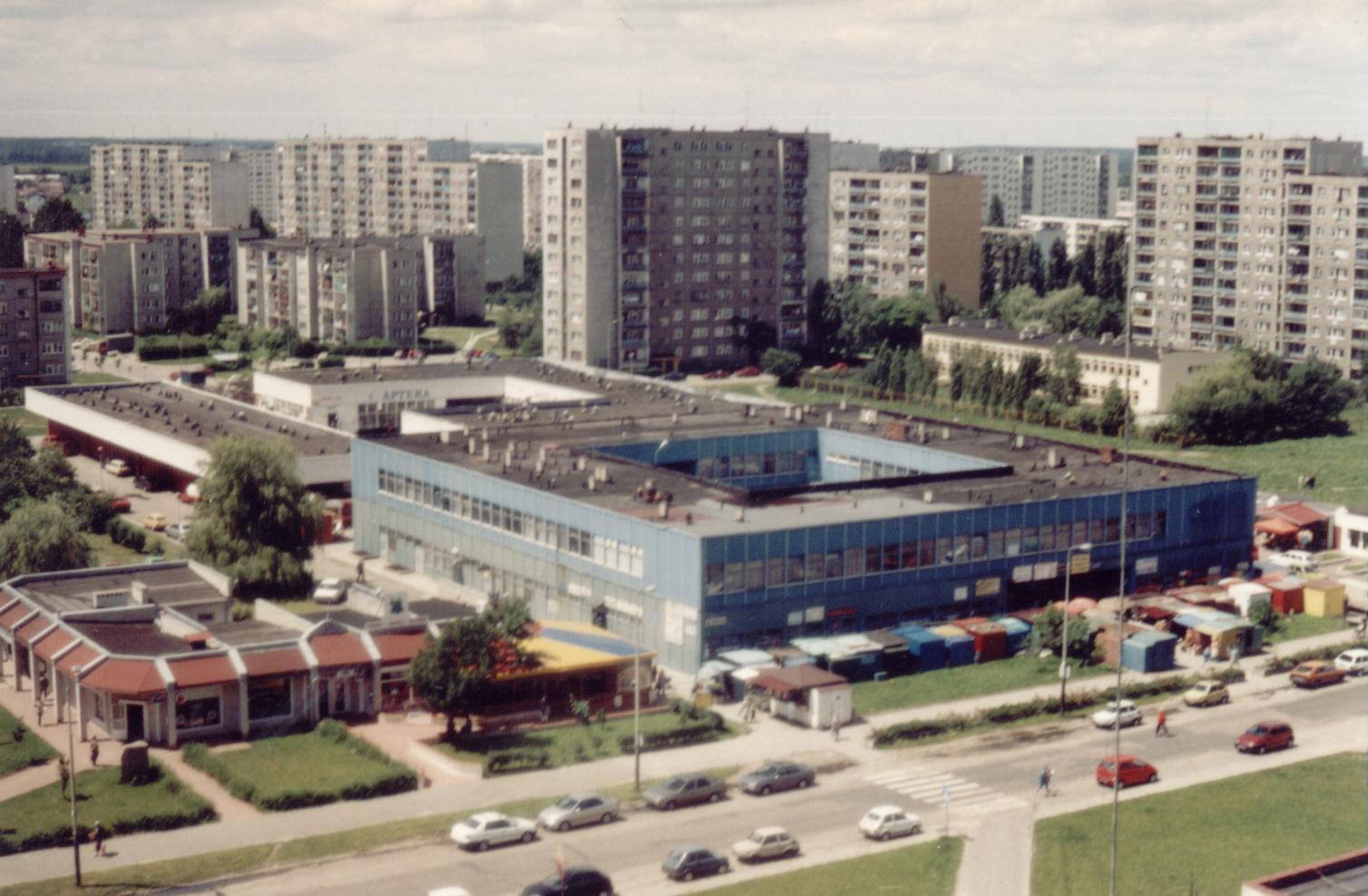
Bloki z wielkiej płyty w systemie „Szczecińskim” na łódzkim osiedlu Retkinia

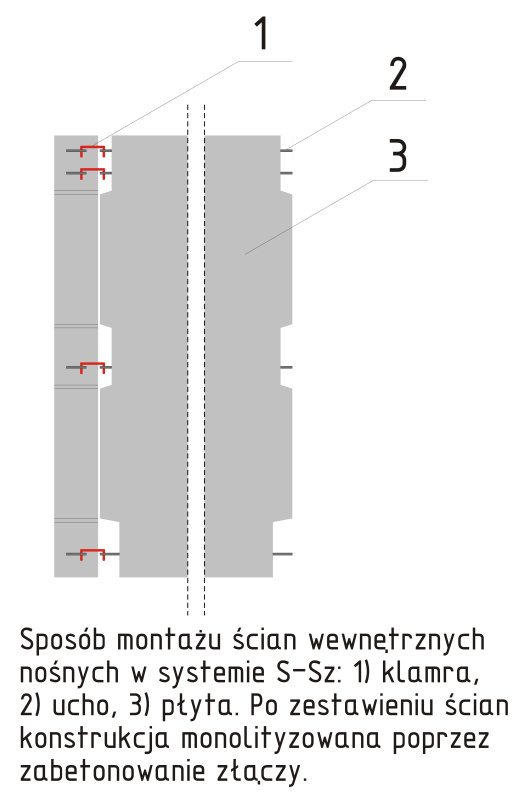
Schemat łączenia ścian w systemie „Szczecińskim”

Został oparty na importowanych z ZSRR liniach technologicznych. Stosowane w nim rozwiązania zostały dostosowane do polskich warunków przez Biuro Projektowo-Badawcze Budownictwa Ogólnego „Miastoprojekt” Szczecin i Biura Projektów Typowych i Studiów Budownictwa Miejskiego w Warszawie. W pierwszym okresie opracowano katalog, w którym umieszczono 140 elementów typowych. Z nich zaprojektowano przykładowe rozwiązania poszczególnych sekcji budynków 5- i 11-kondygnacyjnych w układach klatkowych, korytarzowych i punktowych. Na ich podstawie, w biurach projektów przygotowano rozwiązania osiedli mieszkaniowych i całych układów urbanistycznych. Elementy prefabrykowane produkowano w „Fabrykach Domów”. Pierwsze budynki w tym systemie zostały zbudowane w latach 1971–1972 w Szczecinie (stąd nazwa systemu), choć już w 1969 roku zaczęto budować fabryki domów dla tego systemu w Bydgoszczy, Gdańsku, Łodzi i Warszawie. W Szczecinie systemem tym wybudowano osiedla: Słoneczne, Przyjaźni, Zawadzkiego. W 1974 otwarto „Fabrykę Domów” w Suchym Lesie k. Poznania (obecnie: ul. Szarych Szeregów w Poznaniu) i rozpoczęto produkcję elementów do budowy poznańskiego Osiedla Kopernika w dzielnicy Grunwald, a następnie do osiedli dzielnicy Piątkowo, osiedla Stare Żegrze, Polan, częściowo os. Czecha i mniejszych inwestycji (np. punktowce przy ul. Piątkowskiej, ul. Wilczak). W Łodzi system „Szczeciński” zastosowano przy budowie osiedli Retkinia oraz Radogoszcz Wschód i Zachód. W Warszawie System Szczeciński stosowano na Ursynowie. W Bydgoszczy system wdrażał Bydgoski Kombinat Budowlany „Wschód” i zrealizował budynki na Wyżynach (pierwsze budynki w 1972 roku), część osiedli na Fordonie (głównie: Os. Przylesie, Bohaterów, Akademickie), na Wzgórzu Wolności i Szwederowie. Wiele inwestycji realizowano również w mniejszych miejscowościach.
Podstawowe jednostki oparto na siatce 480 × 480 cm i 480 × 240 cm, później dodano także elementy o wymiarach 480 × 155 cm i 240 × 155 cm. Zastosowano podstawowy rozstaw ścian nośnych – 480 cm, podstawą kształtowania rozwiązań był poprzeczny układ ścian. W „Fabrykach Domów” produkowano całkowicie wykończone elementy. Płyty stropowe, jednokierunkowo zbrojone miały gr. 14 cm, a płyty ścian wewnętrznych nośne – 15 cm, działowe – 5 cm. Ściany zewnętrzne z keramzytobetonu miały dwie grubości: 40 cm – w przypadku ścian nośnych i 36 cm dla ścian osłonowych. Prefabrykacją, oprócz węzłów sanitarnych, klatek schodowych, szybów windowych itp. objęto także ściany piwnic.
Jest to system o najwyższym wskaźniku zużycia betonu (z systemów występujących w Polsce).

### Systemy otwarte

#### W-70
W-70 i jego odmiana opracowana w 1973 r., Wk-70, zostały oparte na rozwiązaniach stosowanych w NRD. Pierwsze prace nad rozwiązaniami zastosowanymi w systemie W-70 zostały podjęte przez Zakład Projektowania Zjednoczenia Budownictwa Warszawie i Instytut Techniki Budowlanej w latach 1967–1970. Zawarte w katalogach rozwiązania zastosowano przede wszystkim dla potrzeb budownictwa mieszkaniowego. Podano także warianty stosowane w budownictwie użyteczności publicznej (do budowy np. hoteli, domów akademickich, budynków administracyjnych, służby zdrowia, szkół). Pierwsze budynki mieszkalne w tym systemie zbudowano w Radomiu (osiedle Nad Potokiem, Ustronie).
System został oparty na siatce modularnej 60 × 60 cm. Podstawowym rozwiązaniem konstrukcyjnym był poprzeczny układ ścian nośnych. W systemie W-70 elementami podstawowymi były: płyty stropowe kanałowe, jednokierunkowo zbrojone gr. 22 cm, ściany wewnętrzne gr. 15 cm – kondygnacje mieszkalne i 20 cm – ściany piwnic, ściany zewnętrzne wielowarstwowe gr. 27 cm. lub gr. 40 cm z keramzytobetonu. Typowe rozpiętości stropów (rozstawy ścian nośnych) wynosiły: 240, 360, 480 i 600 cm. Wysokość kondygnacji mieszkalnych – 280 cm. Katalogi obejmowały typoszeregi elementów objętych typizacją centralną (jednakowe elementy produkowane w wytwórniach stacjonarnych lub poligonowych w całym kraju – typizacja centralna). W systemie uwzględniono możliwość stosowania dodatkowych elementów uwzględniających potrzeby regionu (typizacja regionalna) oraz produkowane dla potrzeb pojedynczego osiedla (typizacja lokalna). W odmianie Wk-70 wprowadzono dodatkową rozpiętość stropów – 300 cm, dodatkową wysokość kondygnacji – 330 cm, zastąpiono płyty stropowe kanałowe płytami pełnymi o gr. 16 cm, zrezygnowano z rozwiązania ścian zewnętrznych z keramzytobetonu. Wysokość kondygnacji 330 cm została wprowadzona z myślą o typowych rozwiązaniach szkół, hoteli itp. W 1975 opracowano kolejną odmianę systemu W-70 nazwaną OWT-75. Wprowadzono w niej nowe rozwiązanie mocowania płyt zewnętrznych. Elementy tego systemu produkowano przede wszystkim w wytwórniach poligonowych.
Inne systemy otwarte dotyczyły budownictw szkieletowego i monolitycznego.

## Wielka płyta w Polsce od lat 90.
Zastąpienie dużych spółdzielni budowlanych prywatnym budownictwem lub działalnością deweloperską spowodowało upadek budownictwa wielkopłytowego. Zmniejszenie skali inwestycji na początku lat 90. XX w. nie pozwalało na opłacalną produkcję prefabrykatów betonowych i doprowadziło do zamknięcia fabryk domów. Zadecydowały o tym także: niska jakość wykonania budynków w tej technologii, zmiana mody, zmiany społeczne: narastające rozejście się dochodów społecznych i, co za tym idzie, aspiracji. Nowe budynki mieszkalne budowane na osiedlach, na placach często w centrum miasta, projektowane są indywidualnie. Odejście od typowych rozwiązań pozwala architektom na realizację własnych koncepcji architektonicznych. Wprowadzenie nowych, energooszczędnych technologii drewnianych oraz edukacja i ponowne szacowanie kosztów wskazały, że przy zróżnicowaniu konstrukcji bardziej opłacalne jest budownictwo konwencjonalne lub lekkie. Nie wpływa to jednak na wzrost bezpieczeństwa – mieszkania z rynku pierwotnego budzą kontrowersje ze względu na ich szybkie i niestaranne budownictwo. Szacuje się, że budynki z technologią wielopłytową utrzymają się jeszcze kilkadziesiąt lat, jeśli nie będą narażone na czynniki wewnętrzne.
Po latach 90. budynki zaczęto rewitalizować, a w szczególności termomodernizować ze względu na ich starzenie się oraz zmianę potrzeb mieszkańców. Żywotność budynków z wielkiej płyty zależy przede wszystkim od trwałości połączeń między płytami i szacowana jest na kilkadziesiąt do ponad stu lat.
Wielka płyta produkowana jest jedynie jako forma elementów konstrukcyjnych, np. stropów (nadal można spotkać np. płyty stropowe kanałowe stosowane w systemie W-70). W budownictwie nadal używane są wielkogabarytowe elementy prefabrykowane konstrukcji np. hal i mostów. Wśród wielkogabarytowych elementów płytowych najczęściej używane są płyty stropowe wielootworowe, wstępnie sprężone albo płaskie, traktowane jednocześnie jako rodzaj deskowania – tzw. szalunek tracony. Dostarczane płyty mają niewielką grubość (5 lub więcej centymetrów). Część zbrojenia, tzw. zbrojenie dolne, jest wbudowana w płytę, pozostała część zbrojenia montowana jest na budowie. Na płytę wylewana jest mieszanka betonowa – uzupełniająca, tak aby otrzymać potrzebną grubość stropu. Nie są to płyty o jednolitych rozmiarach (wymiary płyt płaskich każdorazowo są dostosowywane do danego projektu, a nawet płyty sprężone można zamówić o potrzebnych długościach). Zakłady prefabrykacji dostarczają też prefabrykowane płyty ścienne, używane niekiedy przy budowie np. hal, produkowane według indywidualnych rozwiązań projektowych.